# Tsuruhime
Tsuruhime (鶴 姫) ou Ōhōri Tsuruhime (大 祝 鶴 姫, 1526-1543) foi uma guerreira do período Sengoku (Onna-bugeisha). Ela era filha de Ōhōri Yasumochi, um sacerdote chefe do santuário de Ōyamazumi, na ilha de Ōmishima, na Província de Iyo. Ela foi para a batalha várias vezes, cuja reivindicação à inspiração divina juntamente com as habilidades de luta a levou a ser comparada com Joana D'Arc. 

## Vida
Tsuruhime nasceu em 1526. Naquela época, a ilha estava ameaçada pelo crescente poder de Ōuchi Yoshitaka de Yamaguchi, no continente de Honshu, e houve uma luta entre os Ōuchi e os Kōno (河野) em Shikoku, sob cuja jurisdição o santuário caiu. Os dois irmãos mais velhos de Tsuruhime foram mortos em um desses conflitos, e quando Tsuruhime tinha 15 anos de idade, seu pai morreu de doença, então ela herdou a posição de chefe dos sacerdotes. Ela era treinada desde a infância nas artes marciais e, quando os Ōuchi fizeram novos movimentos contra Ōmishima, ela se encarregou da resistência militar. Ela liderou um exército em batalha e levou o samurai Ōuchi de volta ao mar aberto quando invadiram Ōmishima em 1541.
Quatro meses depois, os invasores voltaram e, enquanto um general Ōuchi, Ohara Takakoto, estava sendo entretido em sua nau capitânia, ele foi atacado por Tsuruhime em um ataque. A princípio, ele zombou da presunção dela, mas Tsuruhime o cortou. Isto foi seguido por um dilúvio de hōrokubiya (bombas esféricas explosivas) dos aliados de Tsuruhime para destruir muitos navios, o que afastou a frota Ōuchi. Dois anos depois, aos 17 anos, ela estava novamente em ação contra um ataque dos Ōuchi, mas quando seu noivo foi morto em ação, ela cometeu suicídio por afogamento. Suas últimas palavras foram:
"Como oceano de Ōmishima como minha testemunha, meu amor será gravado com meu nome."
Ela é romantizada por ter morrido quando jovem, mas não há registros que sugiram como tal. Dizem que sua armadura é mantida no Santuário Ōyamazumi. Também se deve saber que, de acordo com a poesia épica e o folclore local, sua alma ainda protege a ilha de danos.